# 乌尔丽克·霍尔茨纳
乌尔丽克·霍尔茨纳（德語：Ulrike Holzner，1968年9月18日—），德国女子雪车运动员。她曾代表德国参加2002年冬季奥林匹克运动会雪车比赛，联同桑德拉·基里亚西斯获得女子双人银牌。